# Стежниця
Стежниця (пол. Stężnica) — давнє українське село у сучасній Польщі, у гміні Балигород Ліського повіту Підкарпатського воєводства. Розташоване на перетині етнічних українських територій Лемківщини і Бойківщини.
Населення — 163 особи (2011).

## Розташування
Село знаходиться на південному-сході від Балигорода. У радіусі 2 км від Стежниці знаходяться сусідні села: на півдні — Лубне і Яблінки, на південному-заході — Бистре, на півночі — Жерниця Верхня, на північному-сході — Бережниця, на сході — Горянка і Воля Горянська, на південному-сході — Радева. Через село тече однойменна річка Стежниця.

## Історія
Перша згадка про село — в документі 1498 року. Територія села входила до складу Київської Русі. У другій половині XIV ст. ці землі увійшли до складу Королівства Польського.

Церква у Стежниці до руйнації.

У 1510 році власник цих земель Ніколай II Баль з ласки Папи Лева X будує у своєму замку (перший опис 30 липня 1732) каплицю. Ще одну дерев'яну каплицю він збудував неподалік від замку для своїх підданих селян. У 1511 році ці землі розділили поміж собою Ніколай Баль та Петер Гербут, і ділянка між Мховою і Стежницею відійшла до власності Баля. На місці розмежування заново повстало село, а згодом місто Балигород. У 1523 році Ніколай Баль разом з Якубом Фрейберґером де Цаданом і Адамом Вздомські отримали від короля Зиґмунта дозвіл на видобуток усіх корисних копалин у землях Сяноччини та Яслиськ.
Згодом замок успадкував Матіяш III Баль, а після нього його син. Близько 1615 року власником замку був камергер Петер II Баль. У 1648 році його син Самуель Баль побудував дамбу і дорогу від Стежниці та Балигорода до Тісної і далі в бік угорського кордону. Після смерті Соломеї Баль усі землі переходять у власність її чоловіка Владислава Каршніцького.

### Прізвища жителів на 1732 рік
Валько, Волосицель, Гаганич, Гарадин, Гуменят, Гулів, Дурлів, Завуйло, Заявят, Жванич, Кавчак, Кашуба, Ковальський, Копозовят, Коталко, Котик, Кохан, Лернят, Марка, Міца (юдей?), Михалко, Мошко, Невчик, Овсяник, Опар, Осташ, Пазів, Петрушак, Поляк, Рошулко, Савковят, Сернєт, Ситник, Стецьоват, Сушко, Ткач, Типа, Шимоват, Шпак, Череник, Чешичель, Філик, Хлучек, Хомич.
В той час селяни сіяли наступні с/г культури: горох, інші бобові, ячмінь, овес білий, овес звичайний, конопля, льон, гречка.

### Замок
В 1732 році складений інвентар замку Балигородського в с. Стежниця біля однойменного потоку. Замок був оточений кам'яним муром із двома брамами. Крім головного будинку, в замку також знаходились стайня, возівня, кухня, пекарня,  маленька стайня, студня і трикімнатний будинок для прислуги. Замок мав два рівні — наземний і підземний. До будинку вів дерев'яний ґанок. Найкраще була презентована хата-їдальня, де на стінах висіли портрети представників роду Балів і Яна III Собєського. Крім цього, існувала капличка і скарбниця. Точна дата будови замку невідома. Існував ще в 1848 році.

### Австро-Угорщина
У 1772 р. Стежниця разом з усією Лемківщиною увійшла до складу Австро-Угорської імперії, а з
У кінці XIX ст. стежничани масово подались в еміграцію на заробітки, переважно до США, Канади, Бразилії, Аргентини і Франції.
3 грудня 1892 року гміна села Стежниця постановила збудувати тут народну муровану школу, яка була зведена 1894 року. Для цього було виділено 1,5 морга землі, а власника фільварку було зобов'язано постачати для цього деревину. Школа функціонувала як двокласна. При школі також було 2 приміщення для проживання вчителів.
Під час Першої світової війни школа була зруйнована в результаті обстрілу з гармати. Після цього навчання продовжилось у будинку місцевого жителя Матвія Заневчика. Згодом була побудована дерев'яна 4-класна школа, навчання у якій відбувалося українською та польською мовами. Далі частина учнів продовжувала навчання у 7-класній школі у Балигороді.

### У складі Польщі
З 1918 по 1939 роки Стежниця входила до складу Ліського повіту Львівського воєводства Польської Республіки.
За результатами перепису 1921 року в селі нараховувалося 112 господарств та 699 мешканців, з них 575 українці, 90 поляків та 34 євреї. Станом на 1931 рік нараховувалось 123 господарства і 863 мешканці. В 1939 р. в селі було переважно лемківське населення: з 960 жителів — 880 українців-грекокатоликів, 40 українців-римокатоликів, 10 поляків, 30 євреїв. У 1944 р.  було 146 господарств, з них 6 польських (?) та 6 єврейських. Близько 90 % були греко-католиками, 6 % римо-католиками, а 4 % юдеями. Письменними були 60 %, малописьменними — 30 % і неписьменні — 10 %. У селі була греко-католицька церква, 2 плебанії, 4-класна школа, читальня «Просвіти», кооператив «Єдність».
У період 1924–1944 років у селі діяла читальня «Просвіти». Її першим головою був місцевий парох о. Дмитро Панасевич, заступник — Михайло Губицький, секретар — Михайло Семчик, скарбник — Іван Романишин, бібліотекар — Іван Пицик. При «Просвіті» дія хор, танцювальний і драматичний гуртки. Крім цього в селі діяло товариство «Відродження», яке займалося просвітницькою роботою для боротьби з пияцтвом та курінням, бойкотуючи таким чином польську монополію на горілку і тютюн. Його активність була безпосередньо пов'язана з діяльністю ОУН.
Під час ДСВ село сильно постраждало від військових дій. Тут діяла українські і радянські партизанські загони. Близько 40 мешканців села було вивезено на примусові роботи до Німеччини. 59 чоловіків було мобілізовано до радянської армії. 9 хлопців зі Стежниці пішли добровольцями до лав Дивізії «Галичина» (з них 2 загинуло в бою під Бродами), а 21 мешканець села — членами ОУН та вояками УПА.
4 серпня 1944 року радянські партизани застрелили близько десятка українських мешканців та спалили два десятки хат у селі. У відповідь загін УПА обстріляв відділ радянських партизанів, який проходив через Стежницяю, в результаті чого зав'язався бій. У другій половині 1944 року у районі Балигорода таборувалася та виконувала бойові завдання сотня «Бурлаки».
12 травня 1946 року переважна більшість мешканців села були виселені до радянської України, більшість з яких осіла і сьогодні проживає у Самборі та Самбірському районі Львівської області. Тридцяти родинам вдалося уникнути виселення: Ґлоґовський Петро, Бінік Матвій, Петрушка Микола, Коваль Вікторія, Зарічанський Антін, Данило Іван, Мицьо Петро, Ґалянт Марія, Шумов'ят Микола, Іванцик Антін, Сушко Катерина, Тех Петро, Процак Гнат, Ґурка Осип, Данило Василь, Опар Петро, Пицик Катерина, Шведик Михайло, Зарічанський Михайло, Сушко Микола, Бужиц Михайло, Заневчик Петро, Сіканець Антін, Сіканець Михайло, Черешньовська Єва, Опар Дмитро, Ґалянт Василь, Філь Марія, Шкирда Михайло, Білий Антін.
Проте усі вони, крім шести родин (Ґалянт Марія, Ґурка Осип, Шведик Михайло, Зарічанський Михайло, Сіканець Антін і Сіканець Михайло) були депортовані у 1947 році на західні землі Польщі. До Стежниці повернулося лиш кілька лемківських родин, а село почали заселяти польські поселенці.
У 1975-1998 роках село належало до Кросненського воєводства.

## Демографія
Демографічна структура станом на 31 березня 2011 року:
|          | Загалом | Допрацездатний вік | Працездатний вік | Постпрацездатний вік |
| -------- | ------- | ------------------ | ---------------- | -------------------- |
| Чоловіки | 89      | 17                 | 58               | 14                   |
| Жінки    | 74      | 10                 | 41               | 23                   |
| Разом    | 163     | 27                 | 99               | 37                   |

## Церква св. Миколая Чудотворця
У 1824 році в селі було збудовано дерев'яну греко-католицьку церкву св. Миколая Чудотворця, яка входила до складу парафії у Балигороді. Це була дводільна церква (вівтар і нава), з двома захристіями, покрита бляхою. Біля церкви стояла дерев'яна дзвіниця, від якої залишився лише підмурок, а довкола церкви був цвинтар, хрести на якому не збереглися. У 1930 році церква була відремонтована.
Кількість вірних прихожан: 1785 — 296 осіб, 1840 — 654 особи, 1859 — 526 осіб, 1879 — 620 осіб, 1899 — 678 осіб, 1926 — 739 осіб, 1936 — 915 осіб.
Під час депортації мешканці села забрали дароносицю і чаші з собою на схід України, тоді як ікони та хоругви були перенесені до Балигорода. 24 січня 1953 року Комісія у справах релігії постановила розібрати церкву у Стежниці разом з іншими п'ятьма церквами, дозволивши використати матеріали для будівництва прикордонних об'єктів. Сьогодні від неї залишився лише мурований фундамент.

## Видатні люди

### Народилися
- Черешньовська Анна - вістун, санітарка та машиністка УПА, районова УЧХ.
- Михайло Черешньовський — український скульптор-монументаліст, різьбар по дереву, педагог і громадський діяч лемківського походження.